# Thư viện Bibliotheca Corviniana

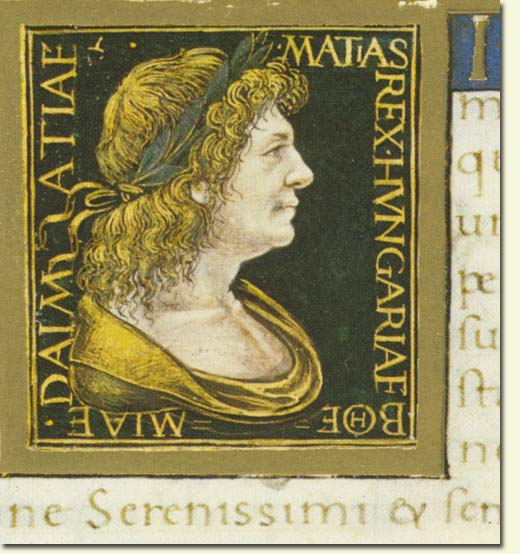
Mátyás Corvin, vua Hungary

Bibliotheca Corviniana là một trong những thư viện danh tiếng bậc nhất trong thời kỳ Phục Hưng. Thư viện được thành lập bởi vua Mátyás Corvin của Hungary, tại lâu đài Buda vào khoảng từ năm 1458 đến năm 1490. Sau khi Hungary bị đánh bại bởi Đế chế Ottoman trong trận Mohács năm 1526, Bibliotheca Corviniana đã bị phá hủy nặng nề.

## Lịch sử
Mátyás, một trong những người trị vì quyền lực nhất khi ấy, đã bắt đầu sưu tập những cuốn sách cho thư viện từ năm 1460. Khi nhà vua qua đời vào năm 1490, thư viện này đã có khoảng 3000 tập thủ bản, trong đó lại bao gồm bốn đến năm nghìn tác phẩm khác nhau. Nhiều trong số đó là các tác phẩm kinh điển được viết bằng tiếng Hy Lạp và tiếng Latinh. Ngoài ra, thư viện còn là biểu trưng cho các công trình văn học nghệ thuật và tư tưởng thời đại của thời kỳ Phục Hưng. Thư viện là một kho tàng đồ sộ bao gồm nhiều tác phẩm từ triết học, thần học, lịch sử, luật pháp, văn học, địa lý, khoa học tự nhiên, y học, kiến trúc cho đến rất nhiều lĩnh vực khác. Khi người Thổ Nhĩ Kỳ xâm lược Hungary vào thế kỷ 16, nhiều bản thảo cổ quý của thư viện đã bị phá hoại. Tính đến nay, chỉ còn khoảng 216 thủ bản còn sót lại và được bảo tồn trong một vài thư viện tại Hungary và Châu Âu.
Chỉ tính riêng phía bắc của dãy Alps thì thư viện của vua Mátyás có thể coi là lớn nhất Châu Âu. Với khối lượng các tác phẩm đồ sộ chỉ đứng thứ hai sau thư viện Vatican trên toàn Châu Âu theo các tính toán đương thời. Thư viện này sở hữu một bộ sưu tập khổng lồ về các công trình khoa học và có thể nói là lớn nhất thời bấy giờ. Năm 1489, Bartolomeo della Fonte đã ghi lại rằng Lorenzo de Medici đã lấy cảm hứng từ chính thư viện Bibliotheca Corviniana của vua Mátyás để tạo nên một thư viện Hy Lạp – Latin cho riêng mình.
Đáng tiếc thay, gần hai phần ba trong số những cuốn sách còn sót lại không được in ra trước khi vua Mátyás qua đời. Trong số đó, một số tác phẩm lại chỉ có duy nhất một bản chép tay được lưu lại, ví dụ như quyển viết về thói quen khi thiết triều của Hoàng đế Konstantinos VII của Byzantine hay như cuốn lịch sử Giáo hội của Nikephoros Kallistos. Một vài thủ bản bị thất lạc cũng chỉ còn lại duy nhất một bản chép tay của những cuốn sách cổ đã bị hư hoại, trong đó bao gồm toàn bộ các công trình của Hypereides và các tác phẩm của Flavius Cresconius Corippus, Procopius cũng như là của Johannes Cuspinian.
Hiện nay, thư viện Quốc gia Széchenyi Hungary đang triển khai dự án phục hồi thư viện Bibliotheca Corviniana dưới dạng công nghệ số hóa.
Nhằm tôn vinh giá trị lịch sử của các tác phẩm thuộc thư viện Bibliotheca Corviniana, năm 2005, UNESCO đã ghi danh các đầu sách của thư viện vào Di sản tư liệu thế giới.